# 변기종
변기종(卞基鍾, 1895년 7월 29일 ~ 1977년 5월 1일)은 일제강점기와 대한민국의 배우이다. 본명은 변창규(卞昌圭)이며, 호는 남계(南溪)이다.

## 생애
서울 종로구 인사동에서 태어났다. 명동성당의 전신인 종현성당이 부설한 학교에 1902년에 입학하여 한학을 공부하였다. 이 학교의 고등과를 1911년에 졸업하고 연극계에 뛰어들었다.
변기종이라는 이름은 1912년 경 연극계에 입문하면서부터 사용하기 시작하였다. 1913년에는 연극 운동의 선구자였던 이기세와 만나 개성에서 이기세가 창립한 유일단에 입단하였다. 이때부터 이기세와의 인연이 이어져, 당시로서는 신선한 시도였던 일본의 신파극을 수입하여 공연하는 활동에 참여하였다.
1919년에는 이기세의 조선문예단에 합류하였고, 연쇄극 《지기》에서 순이 부친 역으로 출연하였다. 이때 20대 중반의 젊은 나이였으나 노역을 맡았으며, 노역 전문 연기자로 이름을 날리게 되었다. 이후 신극좌, 조선극우회, 조선연극사를 거쳐 1935년에 청춘좌 단장을 맡았다. 연극 공연과 라디오극 출연, 극단 운영을 겸하였다.
미군정 시기에는 조선연극동맹 산하의 자유극장 위원장에 올랐다. 자유극장은 청춘좌와 성군의 후신 격이었으며, 연극계에 유행한 좌익 사상에 충실한 작품인 《3·1 운동과 만주영감》, 《태백산맥》을 공연하였다. 그러나 점차 미군정의 좌익 탄압이 심화되면서 연극계의 좌파 인맥은 월북하여, 자유극장은 공연을 중단하게 되었다.
대한민국에서는 연극 무대를 주요 활동지로 삼으면서 영화 배우 활동도 병행하였다. 데뷔 초기의 연쇄극 출연을 제외하면, 1949년에 출연한 《마음의 고향》이 본격적인 영화 데뷔작이다.
1956년에 대한민국예술원 회원으로 피선되었고, 한국무대예술원 부원장, 한국연극협회 고문, 국립극단 단장 등 연극계의 요직에서 활동하였다. 1973년에 국민훈장 무궁화장을 수여받았다.

## 참고자료
- 강옥희,이영미,이순진,이승희 (2006년 12월 15일). 《식민지시대 대중예술인 사전》. 서울: 소도. 152~155쪽쪽. ISBN 9788990626264.